# Straßenbahn Eberswalde

Triebwagen 2 am Hauptbahnhof, um 1921

Die Straßenbahn Eberswalde bediente von 1910 bis 1940 den innerstädtischen Verkehr der Stadt Eberswalde in der preußischen Provinz Brandenburg.

## Geschichte
Die Stadt Eberswalde, die zu Beginn des 20. Jahrhunderts etwa 25.000 Einwohner hatte, wollte für die Bedienung des innerstädtischen Verkehrs zunächst eine „gleislose Straßenbahn“ einrichten, also ein Vorläufer heutiger moderner Oberleitungsbus-Betriebe. Diese sogenannte Gleislose Bahn Eberswalde wurde am 22. März 1901 eröffnet, musste aber wegen technischer Mängel bereits nach drei Monaten wieder eingestellt werden. Ab 1904 fuhr auf der Verbindung ein Pferdeomnibus. Dieser erwies sich schnell als unzureichend. Hauptkritikpunkte waren die geringe Reisegeschwindigkeit des Verkehrsmittels sowie der Umstand, dass bei größeren Steigungen regelmäßig mit Vorspann gefahren werden musste. Die Stadt favorisierte anfangs den Ersatz durch eine Pferdebahn, entschied sich aber dann zugunsten einer elektrischen Straßenbahn.
Die Stadtverordneten von Eberswalde baten am 9. Oktober 1909 beim Regierungspräsidium in Potsdam um die Genehmigung zum Bau und Betrieb einer Straßenbahn. Das Projekt arbeitete die AEG aus, die Kosten für den Streckenbau und die Elektrifizierung sollten sich auf 148.100 Mark belaufen. Für die Querung der Bahnhofsbrücke über die Bahnstrecke Berlin – Stettin wurde der Magistrat ermächtigt, mit der zuständigen Königlichen Eisenbahn-Direktion (KED) Stettin zu verhandeln. Am 24. Februar 1910 stimmte der preußische Minister der öffentlichen Arbeiten, Paul von Breitenbach, dem Projekt zu. Regierungspräsident Rudolf von der Schulenburg erteilte daraufhin am 31. März 1910 die Konzession.
Für das Projekt lieh die Stadt 250.000 Mark von der Stadtsparkasse, in dem Betrag waren die Kosten für Fahrzeuge mit enthalten. Der Bau wurde in mehreren Losen ausgeschrieben, von denen die Siemens-Schuckertwerke den Zuschlag erhielten. Er umfasste auch die elektrische Ausrüstung von drei Triebwagen der Gottfried Lindner AG. Die Strecke sollte vom Markt über den Alsenplatz und die Bahnhofsbrücke zum Kleinbahnhof Eberswalde der Kleinbahn Eberswalde – Schöpfurth verlaufen. Der Eberswalder Bahnhof war über eine Zweigstrecke angebunden. An den Endhaltestellen befanden sich Kuppelendstellen, um einen Betrieb mit Beiwagen zu ermöglichen. Am Alsenplatz war eine Ausweiche vorgesehen. Eine Betriebsstrecke führte vom Alsenplatz über die Zimmerstraße zur Bergerstraße, wo sich auf dem Gelände des städtischen Kraftwerks der Betriebshof befand. Die Wagenhalle bot Platz für sechs Wagen, daran angeschlossen waren eine Werkstatt, ein Geräteraum, eine Schmiede, ein Mannschaftsraum und eine Toilette. Die Gleise waren mit Rillenschienen im Straßenpflaster verlegt. Der Bau der normalspurigen Bahn begann Ende Mai 1910 und wurde nach gut drei Monaten abgeschlossen.
Am 27. August 1910 fand die polizeiliche Abnahme statt. Die Betriebsaufnahme folgte am 1. September mit drei Triebwagen auf der 1,2 Kilometer langen Strecke vom Markt zum Bahnhof. Die Strecke zum Kleinbahnhof ging einige Tage später in Betrieb, da die Bahnhofsbrücke noch nicht für den Straßenbahnverkehr freigegeben war. Die Gesamtstreckenlänge lag damit bei 2,6 Kilometern. Die Wagenfolge lag tagsüber bei 15 Minuten, der Fahrpreis betrug zehn Pfennig. Das Personal umfasste im ersten Betriebsjahr vier Wagenführer, zwei Reserve-Wagenführer, einen Gleisreiniger (im Winter zwei), einen Reparaturschlosser und einen Kontrolleur. Die Wagen verkehrten in der Regel ohne Schaffner; die Fahrgäste entrichteten den Fahrpreis beim Fahrer in einem Zahlkasten.

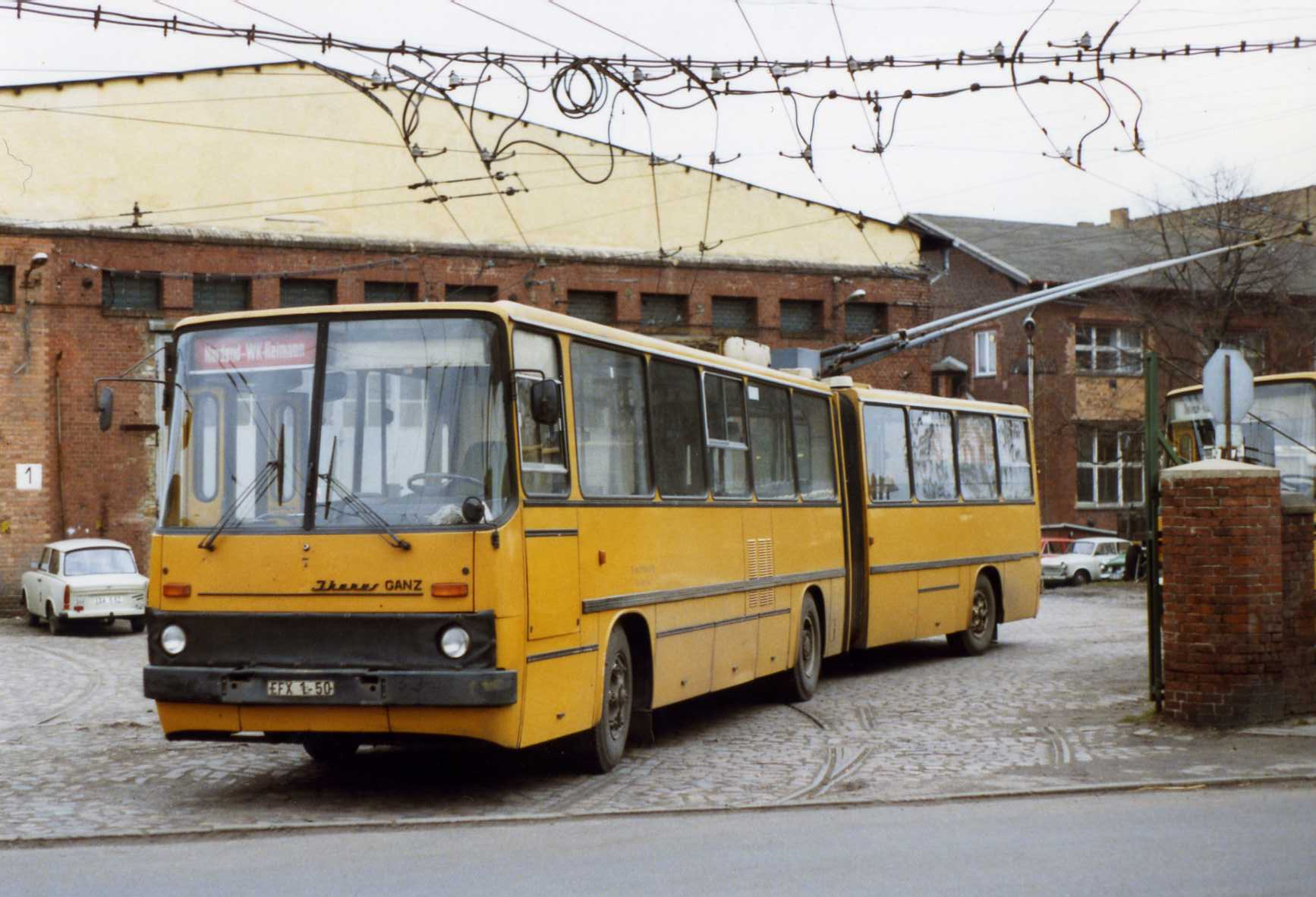
Gleisreste auf dem Betriebshofgelände, 1990

Kurz nach der Inbetriebnahme beabsichtigten die Deutsche Eisenbahn-Gesellschaft (DEG) als Betreiber der Kleinbahn und die Gemeinde Heegermühle die Verlängerung der Straßenbahn von Eberswalde nach Westen. Der Plan der DEG sah vor, die Straßenbahn über eine Weichenverbindung entlang der Kleinbahnstrecke bis zum Bahnhof Eisenspalterei zu führen. Dort sollten sich beide Strecken trennen und die Straßenbahn weiter auf der Chaussee nach Heegermühle und die Biesenthaler Straße führen, wo sie erneut auf die Kleinbahn traf. Gleichzeitig sollten damit Personen- und Güterverkehr auf der Verbindung voneinander getrennt werden. Die KED lehnte den Mischbetrieb ab. Die Gemeinde Heegermühle ihrerseits bemängelte das unzureichende Angebot an Personenzügen auf der Kleinbahn und bestand auf eine eigene Straßenbahn. Die DEG beschwerte sich daraufhin beim Landrat des Kreises Oberbarnim Georg von Müffling genannt Weiß und drohte im Falle einer Konkurrenzlinie mit der Erhöhung ihrer Tarife. Der Kreisausschuss lehnte das Vorhaben der Gemeinde kurz darauf aus Kostengründen ab.
Die Stadt beschloss am 29. Oktober 1912 die Verlängerung der Straßenbahn über die Chaussee nach Heegermühle bis zur Eisenspalterei, um die Industriebetriebe im Westen der Stadt besser anzuschließen. Minister von Breitenbach erteilte am 20. Februar 1915 seine Zustimmung, Regierungspräsident von der Schulenburg die seinige am 14. Januar 1916. Im gleichen Jahr wurden Frauen für den Fahrdienst herangezogen. Zum Ende des Krieges wurde die Straßenbahn für den Stadtgüterverkehr herangezogen. Dazu wurden am Güterbahnhof ein Anschlussgleis sowie am Gaswerk zwei Anschlussgleise in Betrieb genommen, um Kohle für die Stadtgasproduktion zu transportieren. Die Anschlüsse gingen am 30. November 1918 in Betrieb.
Der Einsatz von Frauen im Fahrdienst endete am 5. Mai 1919. Die Konzentration der Stadt lag daraufhin beim Bau der Strecke zur Eisenspalterei. Diese konnte am 8. Dezember 1920 polizeilich abgenommen und kurze Zeit darauf in Betrieb genommen werden. Ein exaktes Eröffnungsdatum ist nicht bekannt. Die Strecke war auf einem eigenen Bahnkörper mit Vignolschienen verlegt und kreuzte die Kleinbahntrasse an zwei Stellen. Am Endpunkt war eine Kuppelendstelle mit einem 30 Meter langen Umsetzgleis vorhanden, was einen Betrieb mit Drei-Wagen-Zügen ermöglichte. Die Ausweiche am Kleinbahnhof wurde zeitgleich auf 40 Meter, die am Alsenplatz auf 50 Meter verlängert. Den Wagenpark erweiterte die Bahn 1920 durch den Kauf von fünf Trieb- und vier Beiwagen. Durch die voranschreitende Inflation kam es mehrmals in dieser Zeit zu Betriebseinstellungen. Im Mai 1920 ruhte der Verkehr gänzlich, später auf der Strecke zur Eisenspalterei bis zum 13. April 1921. Für die Endhaltestelle am Markt beantragte die Stadt am 16. April 1921 den Umbau in eine Wendeschleife. Die Genehmigung erteilte das Regierungspräsidium am 17. Dezember desselben Jahres. Durch die Ausbaumaßnahmen war der Betrieb in der Inflationszeit an seine finanziellen Grenzen geraten. Die 1920 gelieferten Fahrzeuge verkaufte man daher 1922 an die Straßenbahn Utrecht. Am 22. November 1922 folgte die vollständige Betriebseinstellung.
Nach zwei Jahren Betriebsruhe fuhren am 14. November 1924 wieder die ersten Züge. Die Strecke zur Eisenspalterei ging nicht wieder in Betrieb und wurde später abgebaut. Die Verbindung war nur während der Hauptverkehrszeiten stark ausgelastet. Die Wagen fuhren wie 1910 alle 15 Minuten im Ein-Mann-Betrieb, der Fahrpreis lag nun bei 15 Pfennig. Ab Mitte der 1920er Jahre kamen erneut Pläne für eine Straßenbahnverlängerung nach Westen auf, die nach Einrichtung einer Kraftpostlinie verstummten. Im Osten Eberswaldes entstanden zu dieser Zeit neue Siedlungen, für deren Erschließung die Stadt am 25. November 1925 einen Antrag auf Verlängerung der Bahn stellte. Regierungspräsident Wilhelm Momm genehmigte das Vorhaben am 27. März 1927. Die 1,3 Kilometer lange eingleisige Verbindung besaß Ausweichen an der Brautstraße, Gertraudenstraße und Saarstraße, wo sich die Endhaltestelle befand. Die Länge der Ausweichgleise betrug jeweils 25 Meter und erlaubte den Einsatz von Zwei-Wagen-Zügen. Am 22. August 1927 wurde die Strecke abgenommen. Für die Verlängerung beschaffte die Bahn zwei weitere Triebwagen.
Im Jahr 1933 kamen Pläne auf, die Strecke um 800 Meter zu den Ardelt-Werken zu verlängern, das Projekt kam nicht zur Umsetzung. Durch den Ausbau der Rüstungsindustrie nach der Machtergreifung der Nationalsozialisten stieg die Fahrgastzahl stetig an. Ab dem 1. April 1936 wurde in den Zügen mit Schaffnern gefahren und die Wagenfolge auf zehn Minuten verdichtet. Damit geriet die Bahn an ihre Leistungsgrenze. Hinzu kam der Umstand, dass die Gleise 25 Jahre nach ihrer Inbetriebnahme dringend saniert werden mussten. Beschwerden kamen zudem von der Wehrmacht, die die in Straßenmitte verkehrende Bahn bei Truppenbewegungen als Hindernis betrachtete. Ein komplett zweigleisiger Ausbau war auf Grund der engen Straßen in der Eberswalder Altstadt nicht möglich. Da die bis 1937 errichtete Ardelt-Siedlung im Westend noch nicht an die Bahn angeschlossen war, führten Überlegungen zur Abschaffung der Straßenbahn und ihren Ersatz durch den Oberleitungsbus.
Mit der Einrichtung des O-Bus-Netzes in Eberswalde beauftragte man das Unternehmen BBC aus Mannheim. Die Umstellung erfolgte bei laufendem Betrieb, teilweise nutzte das neue Verkehrsmittel die Fahrleitungsmasten der Straßenbahn. Diese verkehrte bis zum Betriebsschluss am 2. November 1940. Am Folgetag verkehrten ab acht Uhr zunächst Dieselbusse, gleichzeitig wurde begonnen die Fahrleitung der Straßenbahn an den Berührungspunkten mit der O-Bus-Fahrleitung zu entfernen. Die Umstellung war am Nachmittag abgeschlossen. Die noch vorhandenen Fahrzeuge wurden an die Betriebe in Brandenburg, Rostock und Krakau verkauft, die Gleise später entfernt und zum Teil auch in Rostock beim Bau der Linie 4 nach Gehlsdorf benutzt. Bis in die 1990er Jahre befanden sich noch Gleisreste auf dem ehemaligen Betriebshof.

## Fahrzeuge
| Nummer       | Baujahr    | Hersteller (mech.) | Hersteller (el.) | Bemerkungen |
| Triebwagen   | Triebwagen | Triebwagen         | Triebwagen       | Triebwagen |
| ------------ | ---------- | ------------------ | ---------------- | --- |
| 1            | 1910       | Lindner            | SSW              | 1941 nach Krakau Serie 150–153; 1959 ausgemustert |
| 2            | 1910       | Lindner            | SSW              | 1941 nach Krakau Serie 150–153; 1959 ausgemustert |
| 3            | 1910       | Lindner            | SSW              | 1941 nach Krakau Serie 150–153; 1959 ausgemustert |
| 4            | 1916       | Lindner            | SSW              | 1916 ex Bw 2; 1941 nach Krakau Serie 150–153; 1959 ausgemustert                                                                                                |
| 6            | 1920       | Lindner            | SSW              | 1922 nach Utrecht Serie 58–62; 1923 geschlossene Plattformen, 1933 Umbau in Einmannwagen; ca. 1938 ausgemustert                                                |
| 7            | 1920       | Lindner            | SSW              | 1922 nach Utrecht Serie 58–62; 1923 geschlossene Plattformen, 1933 Umbau in Einmannwagen; ca. 1938 ausgemustert                                                |
| 8            | 1920       | Lindner            | SSW              | 1922 nach Utrecht Serie 58–62; 1923 geschlossene Plattformen, 1933 Umbau in Einmannwagen; ca. 1938 ausgemustert                                                |
| 9            | 1920       | Lindner            | SSW              | 1922 nach Utrecht Serie 58–62; 1923 geschlossene Plattformen, 1933 Umbau in Einmannwagen; ca. 1938 ausgemustert                                                |
| 10           | 1920       | Lindner            | SSW              | 1922 nach Utrecht Serie 58–62; 1923 geschlossene Plattformen, 1933 Umbau in Einmannwagen; ca. 1938 ausgemustert                                                |
| 5II          | 1927       | Lindner            | AEG              | 1941 nach Rostock 18II; 1952 in 24II; 1961 ausgemustert |
| 6II          | 1927       | Lindner            | AEG              | 1941 nach Rostock 17III; 1952 in 25II; 1958 ausgemustert |
| Beiwagen     |            |                    |                  | |
| 1            | 1910       | Lindner            | –                | 1941 nach Krakau 546; 1959 ausgemustert |
| 2            | 1910       | Lindner            | –                | 1916 Umbau in Tw 4 |
| 2II          | 1920       | Lindner            | –                | nach anderen Angaben Serie 11–14; 1922 nach Utrecht Serie 63–66, Umbau in Tw; 1923 geschlossene Plattformen; 1933 Umbau in Einmannwagen; ca. 1938 ausgemustert |
| 3            | 1920       | Lindner            | –                | nach anderen Angaben Serie 11–14; 1922 nach Utrecht Serie 63–66, Umbau in Tw; 1923 geschlossene Plattformen; 1933 Umbau in Einmannwagen; ca. 1938 ausgemustert |
| 4            | 1920       | Lindner            | –                | nach anderen Angaben Serie 11–14; 1922 nach Utrecht Serie 63–66, Umbau in Tw; 1923 geschlossene Plattformen; 1933 Umbau in Einmannwagen; ca. 1938 ausgemustert |
| 5            | 1920       | Lindner            | –                | nach anderen Angaben Serie 11–14; 1922 nach Utrecht Serie 63–66, Umbau in Tw; 1923 geschlossene Plattformen; 1933 Umbau in Einmannwagen; ca. 1938 ausgemustert |
| Arbeitswagen |            |                    |                  | |
| o. Nr.       | 1910       |                    | –                | Salzlore |
| o. Nr.       | 1916       |                    | –                | Kipplore, später Arbeitslore |
| o. Nr.       | 1916       |                    | –                | Kipplore, später Schleifwagen; 1941 nach Brandenburg an der Havel                                                                                              |
| o. Nr.       |            |                    | –                | Turmwagen, Pferdebespannung |
| o. Nr.       |            |                    | –                | Turmwagen, Handbetrieb |

Der Wagenpark der Eberswalder Straßenbahn umfasste zum Zeitpunkt der Eröffnung drei Triebwagen, die bei der Gottfried Lindner AG in Ammendorf gefertigt wurden. Die elektrische Ausrüstung lieferten die Siemens-Schuckertwerke (SSW). Die Wagen mit den Nummern 1–3 waren elfenbeinfarben lackiert, Rammbohlen und Beschriftung waren dunkelblau abgesetzt. Der Wagenkasten entstand in Ganzstahl-Bauweise, die Einstiegsplattformen waren offen. Im Fahrgastraum gab es 18 Sitz- und 14 Stehplätze. Über einen Schleifringfahrschalter wurden die jeweils 21 Kilowatt starken Tatzlagermotoren angesteuert. Die Stromabnahme erfolgte über einen Bügelstromabnehmer, die die Fahrdrahtspannung lag bei 550 Volt Gleichstrom. Kurze Zeit nach der Eröffnung sahen sich die Stadtwerke Eberswalde dazu veranlasst, den Wagenpark um zwei Beiwagen mit den Nummern 1–2 zu ergänzen. Zusätzlich wurde eine Salzlore beschafft, später folgten ein pferdebespannter sowie ein handbetriebener Turmwagen.
Um den zeitaufwändigen Kuppelvorgang an den Endhaltestellen einzusparen, wurde der Beiwagen 2 im Jahr 1916 zu einem Triebwagen umgebaut. Der Umbau erfolgte beim Hersteller in Ammendorf, die elektrische Ausrüstung lieferte hier auch die SSW. Der Wagen verfügte gegenüber den älteren Triebwagen bereits über halboffene Plattformen, er erhielt nach dem Umbau die Nummer 4. Ab 1918 setzten die Stadtwerke den Triebwagen mit zwei zusätzlich beschafften Kipploren im Güterverkehr ein. Eine Lore wurde nach Kriegsende in einen Salz- und Transportwagen, die andere in einen Schleifwagen umgebaut.

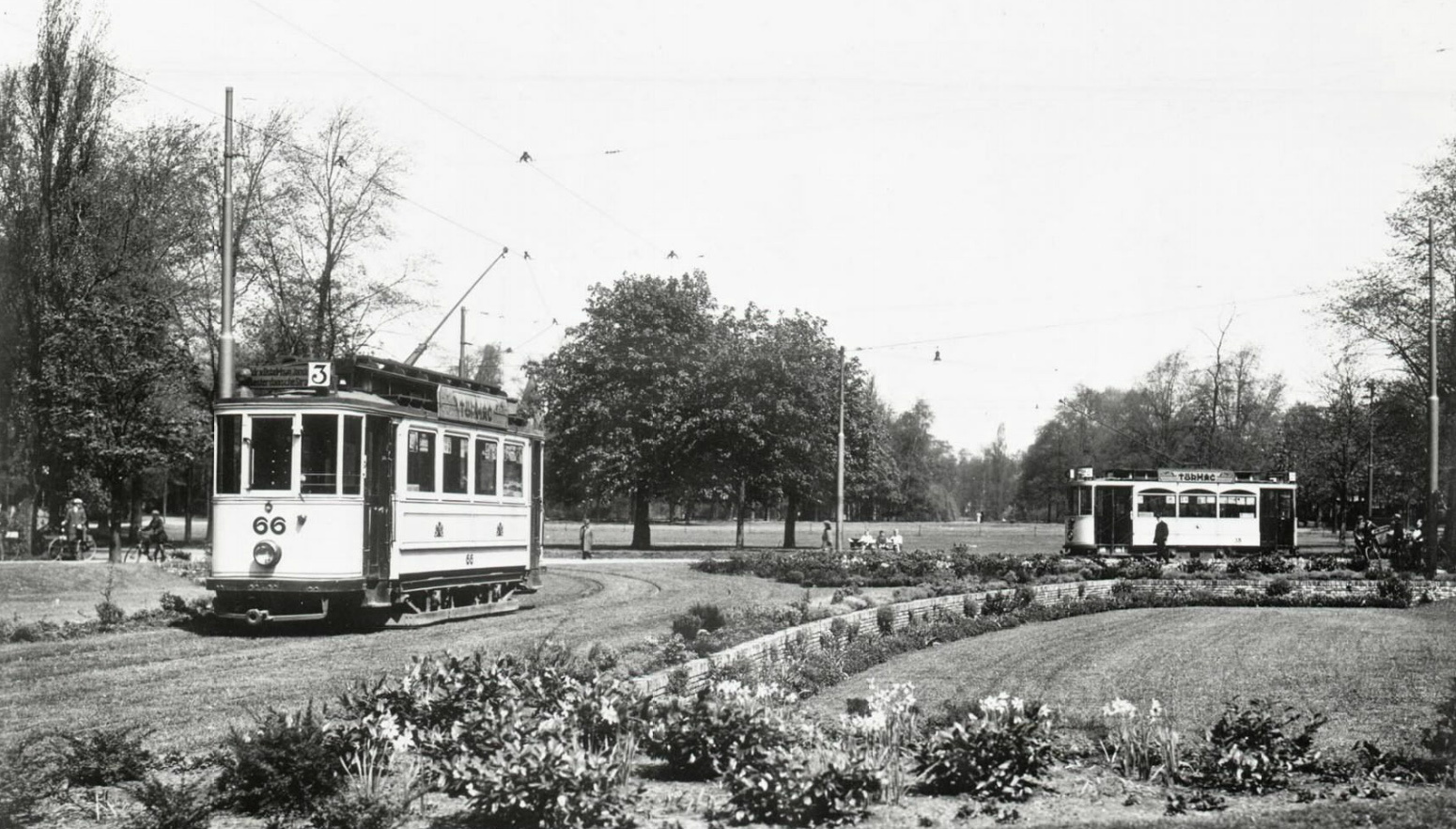
Tw 66 (ex Eberswalde) und Tw 38 in Utrecht, 1933

Für die Verlängerung der Straßenbahn zur Eisenspalterei beschaffte man 1920 weitere fünf Trieb- und vier Beiwagen. Sie trugen die Nummern 5–10 (Triebwagen) und 2–5, nach anderen Quellen 11–15 (Beiwagen). Die Fahrzeuge hatten zehn Meter lange Wagenkästen und halboffene Plattformen. Die Kapazität lag bei 24 Sitz- und 32 Stehplätzen. Als Hersteller fungierten wiederum die Gottfried Lindner AG sowie die Siemens-Schuckertwerke. Um einen Einsatz mit Drei-Wagen-Zügen zu ermöglichen, lag die Leistung der beiden Fahrmotoren bei 50 Kilowatt. Problematisch erwies sich bei den Wagen der große Radstand von drei Metern, der auf den Außenstrecken zwar für ein ruhiges Fahrverhalten sorgte, in der engen Innenstadt aber den Verschleiß der Radreifen überproportional erhöhte. Steigende Kosten infolge der Inflation veranlassten den Betrieb dazu, die Wagen bereits zwei Jahre nach Inbetriebnahme nach Utrecht zu verkaufen. Die Beiwagen wurden dort zu Triebwagen umgebaut und die Plattformen verglast/geschlossen. Ab 1933 waren die Wagen als Einmannwagen (ohne Schaffner) unterwegs. Sie wurden um 1938 ausgemustert.
Vom 22. November 1922 bis 14. November 1924 ruhte der Betrieb der Eberswalder Straßenbahn. Vermutlich zu dieser Zeit wurden die Plattformen der Triebwagen 1–3 verglast. Für die Verlängerung zur Saarstraße wurden wiederum zwei Triebwagen bei Lindner beschafft. Die Fahrzeuge mit den Nummern 5II und 6II hatten bereits geschlossene Plattformen. Zur Belüftung waren Klappfenster eingebaut, dafür hatten die Wagen anstelle des Laternendachs ein Tonnendach. Die elektrische Ausrüstung stammte diesmal von der AEG. Die Antriebsleistung betrug 2×40 Kilowatt, was für die Behängung mit einem Beiwagen genügte.
Nach der Umstellung auf O-Bus-Betrieb wurden die Straßenbahnfahrzeuge in der Folge verkauft. Ein Schleifwagen kam zur Brandenburger Straßenbahn. Die Triebwagen von 1927 gelangten 1941 zur Rostocker Straßenbahn und blieben dort nach einem Umbau bis 1958 bzw. 1961 in Betrieb. Die Wagen von 1910 kamen zur Krakauer Straßenbahn, wo sie bis 1959 eingesetzt wurden. Ein Wagen war ab 1945 als Arbeitswagen im Einsatz und verkehrte bis 1972. Es handelte sich vermutlich um den erhaltenen Triebwagen 2, der in Krakau aufgearbeitet werden soll.